# Trofeo Nasego
Il Trofeo Nasego è una corsa in montagna che dal 2002 collega il paese di Casto alla sua frazione di Famea passando per il Rifugio Nasego, in provincia di Brescia.

## Storia
La corsa è stata ideata nel 2002 dall’associazione "Amici di Nasego", fondatori e custodi del rifugio Nasego, in collaborazione con la società sportiva Promosport Valli Bresciane. La gara fa parte del circuito delle corse in montagna "Sky Race" delle valli bresciane tra cui il Giro delle malghe e la Blumon marathon.
Nel 2010 l'associazione "A.B.C.F. Comero" del comune di Casto subentra nell'organizzazione della corsa, sempre in collaborazione con la società sportiva Promosport Valli Bresciane.
La gara entra nel calendario nazionale della Federazione Italiana di Atletica Leggera nel 2015 con un nuovo percorso allungato a 20,6 km. L'arrivo è nella frazione di Famea dove si svolgono i festeggiamenti post gara.
Nel 2016 la corsa ospita sia i Campionati italiani di "Corsa in montagna lunga distanza" che i Campionati italiani di "Chilometro verticale" con un percorso realizzato appositamente per l'occasione. Nicola Pedergnana e Valentina Belotti vincono il titolo nel chilometro verticale mentre Xavier Chevrier e Sara Bottarelli si aggiudicano il titolo nella lunga distanza. Il successo del "chilometro verticale" è tale che negli anni successivi viene sempre organizzato parallelamente alla corsa principale.
Nell'ambito del Trofeo Nasego vengono riproposti anche nel 2017 e nel 2019 i Campionati italiani di "Corsa in montagna su lunga distanza" e di "Chilometro verticale". La gara si unisce al calendario della Coppa del mondo di corsa in montagna 2020 con entrambi gli eventi.

## Percorso

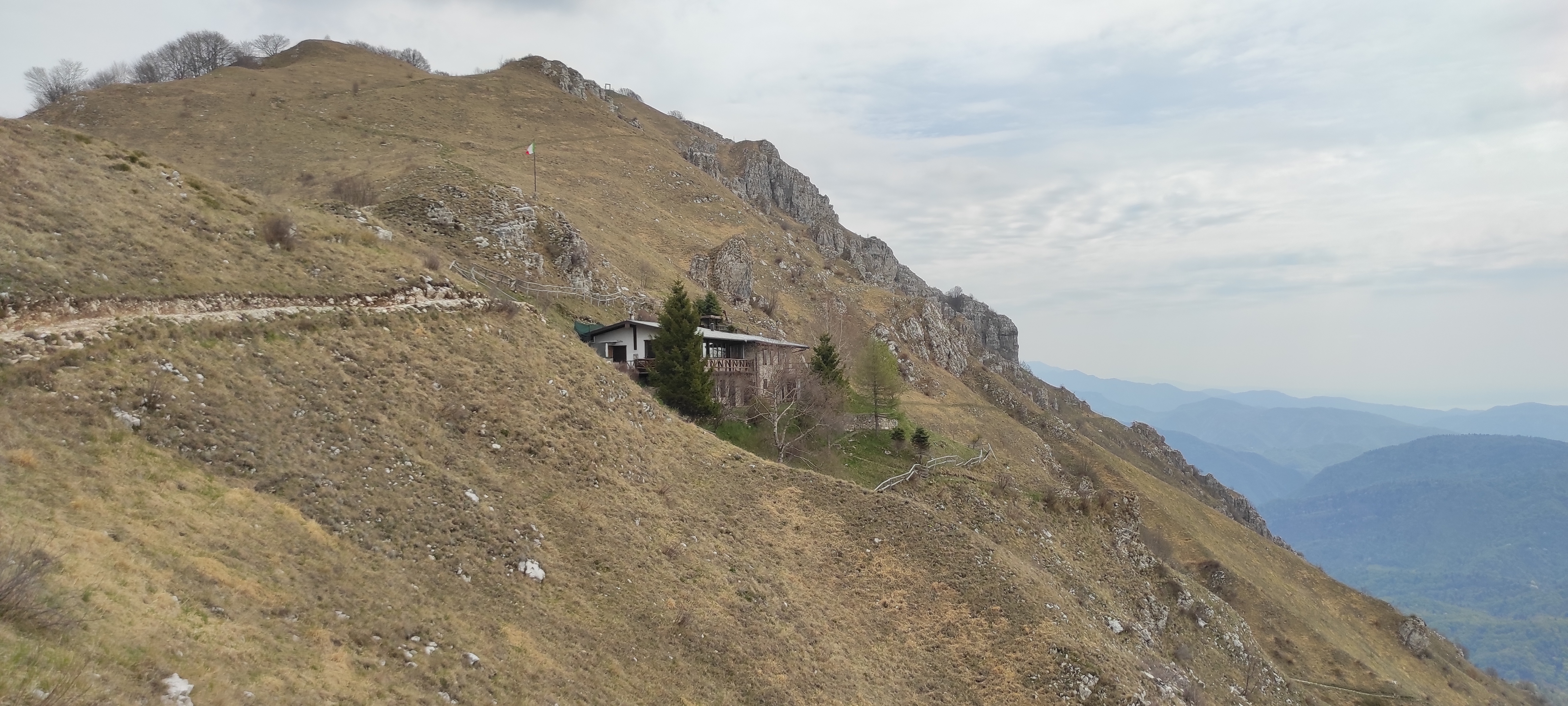
Il Rifugio Nasego e la vetta di arrivo della vertical run.

La partenza è nel paese di Casto risalendo il torrente Pisot fino al Rifugio Paradiso, quindi sale alla frazione Alone; si ridiscende poi a valle fino all'abitato di Prade per poi risalire le pendici della Corna del Savallo fino al Rifugio Nasego, punto più alto a 1270 m. Il percorso scende infine alla frazione di Famea. Misura 20,6 km per 1336 m. di dislivello positivo e 1039 m. di dislivello negativo.
Prima del 2015 l'arrivo era al rifugio Nasego con il percorso che misurava 17 km con un dislivello di 850 m.
Il percorso del chilometro verticale parte dal paese di Casto attraversando l'abitato di Famea e risalendo la Corna del Savallo fino alla vetta. Misura 4,2 km per 1000 m. di dislivello.

## Vincitori

### Trofeo Nasego

#### 2002-2014: Percorso di 17 km
| Anno | Uomini                | Tempo    | Donne                | Tempo    |
| ---- | --------------------- | -------- | -------------------- | -------- |
| 2002 |                       |          |                      |          |
| 2003 | Farid El Marrafe      | 1h12'56" | Monica Morstofolini  |          |
| 2004 |                       |          | Monica Morstofolini  |          |
| 2005 | Sergio Chiesa         | 1h14'31" | Monica Morstofolini  | 1h30'20" |
| 2006 | Rachid Jarmouni       | 1h15'58" | Monica Morstofolini  |          |
| 2007 | Rachid Jarmouni       | 1h14'36" | Cristina Scolari     | 1h33'20" |
| 2008 | Alessandro Rambaldini | 1h18'46" | Cristina Scolari     | 1h35'36" |
| 2009 | Hakim Radovan         | 1h15'11" | Maria Grazia Roberti | 1h29'16" |
| 2010 | Marco De Gasperi      | 1h10'59" | Maria Grazia Roberti | 1h32'20" |
| 2011 | Marco De Gasperi      | 1h12'44" | Maria Grazia Roberti | 1h32'59" |
| 2012 | Marco De Gasperi      | 1h13'25" | Maria Grazia Roberti | 1h28'32" |
| 2013 | Xavier Chevrier       | 1h13'43" | Nadia Turotti        | 1h40'24" |
| 2014 | Massimiliano Zanaboni | 1h16'31" | Mónica Pont Chafer   | 1h34'06" |

#### Dal 2015: Percorso di 20,6 km
| Anno | Uomini                  | Tempo    | Donne                   | Tempo    |
| ---- | ----------------------- | -------- | ----------------------- | -------- |
| 2015 | Isaac Kiprop            | 1h31'03" | Francesca Iachemet      | 1h54'54" |
| 2016 | Xavier Chevrier         | 1h36'36" | Sara Bottarelli         | 1h54'44" |
| 2017 | Cesare Maestri          | 1h35'58" | Alice Gaggi             | 1h58'28" |
| 2018 | Alessandro Rambaldini   | 1h37'01" | Alice Gaggi             | 1h55'15" |
| 2019 | Andrew Douglas          | 1h35'37" | Lucy Wambui Murigi      | 1h52'23" |
| 2020 | Sylvain Cachard         | 1h34'11" | Sarah McCormack         | 1h52'32" |
| 2021 | Petro Mamu              | 1h32'55" | Grayson Murphy          | 1h45'56" |
| 2022 | Patrick Kipngeno        | 1h30'46" | Andrea Mayr             | 1h47'32" |
| 2023 | Philemon Ombogo Kiriago | 1h31'00" | Andrea Mayr             | 1h46'06" |
| 2024 | Patrick Kipngeno        | 1h31'26" | Joyce Muthoni Njeru     | 1h51'33" |
| 2025 | Philemon Ombogo Kiriago | 1h31'42" | Philaries Jeruto Kisang | 1h46'14" |

 Record della gara

### Vertical Nasego
| Anno | Uomini              | Tempo  | Donne                   | Tempo  |
| ---- | ------------------- | ------ | ----------------------- | ------ |
| 2016 | Nicola Pedergnana   | 34'45" | Valentina Belotti       | 39'23" |
| 2017 | Patrick Facchini    | 35'31" | Valentina Belotti       | 43'09" |
| 2018 | Patrick Facchini    | 36'14" | Denisa Dragomir         | 45'10" |
| 2019 | Davide Magnini      | 35'17" | Andrea Mayr             | 38'39" |
| 2020 | Henri Aymonod       | 35'47" | Valentina Belotti       | 43'12" |
| 2021 | Henri Aymonod       | 35'38" | Andrea Mayr             | 38'51" |
| 2022 | Patrick Kipngeno    | 33'47" | Andrea Mayr             | 38'48" |
| 2023 | Patrick Kipngeno    | 34'25" | Andrea Mayr             | 38'06" |
| 2024 | Patrick Kipngeno    | 34'28" | Andrea Mayr             | 40'51" |
| 2025 | Richard Omaya Atuya | 33'23" | Philaries Jeruto Kisang | 38'53" |

 Record della gara